# 小行星26194
小行星26194（26194 Chasolivier）是一颗绕太阳运转的小行星，为主小行星带小行星。该小行星于1997年2月19日发现。

## 轨道参数
小行星26194的轨道半长轴为344 248 554 km，2.3011267 UA，离心率为0.178。